# Hyaloperina nudiuscula
Hyaloperina nudiuscula är en fjärilsart som beskrevs av Aurivillius 1904. Hyaloperina nudiuscula ingår i släktet Hyaloperina och familjen tofsspinnare. Inga underarter finns listade i Catalogue of Life.